# 秋林
秋林可以指原秋林洋行改组而成，现在互相独立的两个企业，总部均位于中国黑龙江省哈尔滨市：
- 秋林集团（全名哈尔滨秋林集团股份有限公司；老三板：400101，简称：秋林3；上交所除牌前：600891，简称：退市秋林）是一家老字号大型百货零售企业。在2011年左右开始以秋林食品（哈尔滨秋林食品有限公司）名义涉足食品生产，制作俄式哈尔滨特产食品。
- 秋林里道斯（全名哈尔滨秋林里道斯食品有限责任公司）是一家中华老字号食品加工企业，主营红肠等俄式哈尔滨特产食品。2011年下设秋林饮料（哈尔滨秋林饮料科技股份公司）生产格瓦斯。

## 历史

### 共同历史

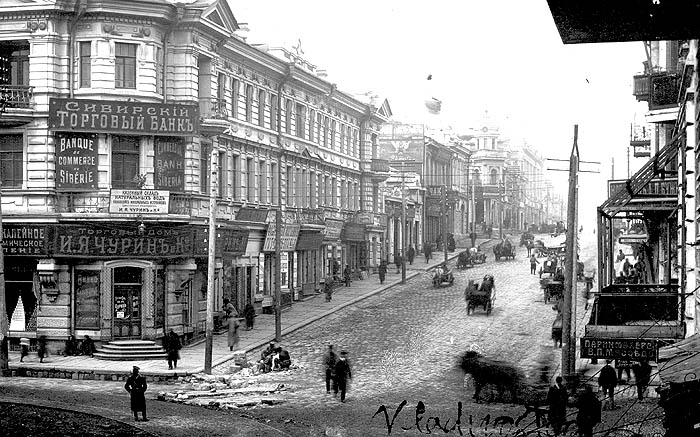
位于符拉迪沃斯托克的秋林商店（1910年代），现该大楼为阿尔谢尼耶夫远东历史博物馆

1867年，出身伊尔库茨克的俄国人伊万·秋林在俄国阿穆尔河畔尼古拉耶夫斯克（庙街）创建秋林公司。1900年5月14日，随着中东铁路的修建延伸，秋林公司在哈尔滨设立了分公司。命名为“秋林洋行”，之后又在洋行下设了面包厂、灌肠厂、服装厂、烟厂、酒厂等。1917年俄国十月革命爆发后，秋林公司迁往哈尔滨。1937年由英国汇丰银行接收经营。1941年太平洋战争爆发，日本对英美等国宣战，秋林公司由日本接管，并更名为“秋林株式会社”。
1945年日本战败，苏联政府接管了秋林，之后于1953年10月有偿移交给中国政府，成为国有企业。1966年，秋林商场更名为“东方红百货商场”，文革结束后恢复原名。

### 商标争端
2020年，秋林集团申请“秋林集团/Churin Group”商标被驳回，原因为秋林里道斯已申请“秋林/Qiulin”商标。

## 秋林集团
2004年，国有资本完全退出秋林商业（百货行业）部分，改组出温州资本控制的秋林集团。秋林集团除零售业外，还涉足黄金、金融、航空等多个领域。2011年左右，秋林集团下增秋林食品，生产红肠、列巴（俄式面包）、格瓦斯等，与秋林里道斯竞争；同时也在旗下百货店停止售卖里道斯产品。。
秋林集团被多次转手。截至2017年，秋林集团最大股东为天津嘉颐实业。2019年开始，秋林集团发生公章伪造问题，导致财产大量冻结。2021年3月16日，秋林集團因連續虧損被退市。
秋林集团的商标为俄文（秋林公司）的缩写，英文名称为（秋林）一词的罗马转写“Churin”。

## 秋林里道斯

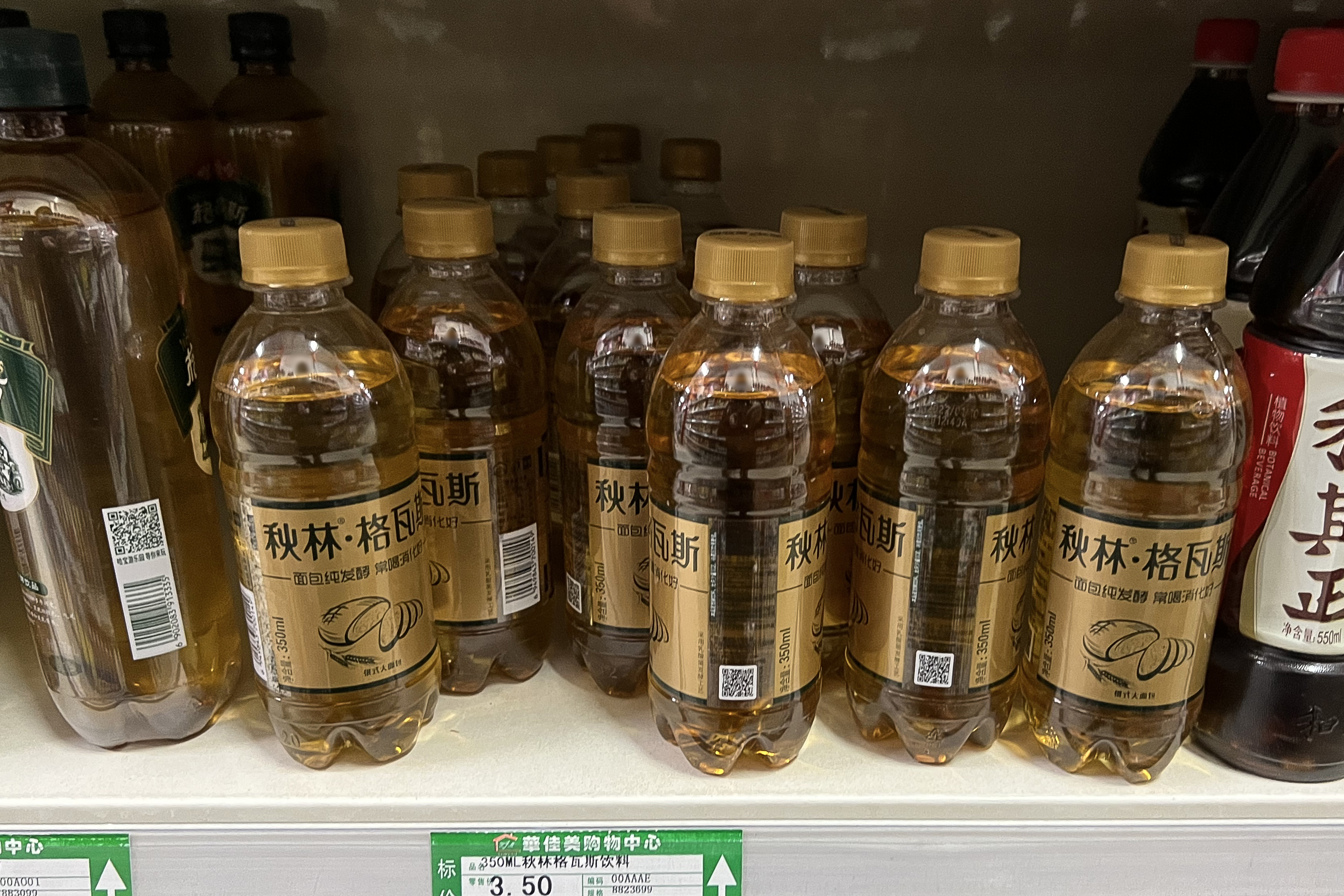
由哈尔滨秋林饮料科技股份有限公司生产的格瓦斯

2007年，秋林工业部分（秋林糖果厂）也改成民营，成为秋林里道斯。秋林里道斯原先主营糖果和红肠（“里道斯”为秋林旗下立陶宛红肠命名，为俄语“Литовский”，即“立陶宛的”的音译），在此方面经验较多，拥有中华老字号、中国驰名商标等荣誉。秋林里道斯后来也扩展业务范围，生产大列巴、格瓦斯等俄式食品及饮品。